# Molnár Csaba (színművész)
Molnár Csaba (Kaposvár, 1967. február 1. –) magyar színművész.

## Életpályája
1988-1992 között a Színház- és Filmművészeti Főiskola hallgatója volt. Diplomaszerzése után játszott a szegedi, a pécsi, a kecskeméti, a miskolci és a nyíregyházi színházban. 2002-től a Honvéd Kamaraszínház tagja volt. Vendégként többször szerepelt a tatabányai Jászai Mari Színházban, a Madách Színházban és a Pinceszínházban is. Táncelőadásokban is szerepelt, készített koreográfiákat és rendezéssel is foglalkozik.

## Színházi szerepeiből
- William Shakespeare: Szentivánéji álom... Demetrius
- William Shakespeare: Romeo és Júlia... Escalus (Verona hercege)
- William Shakespeare: Tévedések vígjátéka... Dr. Kopoltyú (okleveles exorcista)
- William Shakespeare: Vízkereszt, vagy amit akartok... Második darabont
- Carlo Goldoni: A chioggiai csetepaté... Beppe
- Carlo Goldoni: Mirandolina... Őrgróf
- Georg Büchner: Leonce és Léna... Leonce
- Plautus: A hetvenkedő katona... Periplectomenus (gazdag úr)
- Molière – Naszlady Éva – Peer Krisztián: Tudós nők (A ragaszkodók)... Viktor
- Molière: Képzelt beteg... Béralde
- Ion Luca Caragiale: Farsang... Nae Girimea
- Thomas Mann: Mario és a varázsló... Cipolla
- John Steinbeck: Egerek és emberek... Slim
- Ken Kesey – Dale Wasserman: Kakukkfészek... Fredericks
- Bódy Gábor: A tüzes angyal... Ruprecat
- Hubay Miklós – Ránki György – Vas István: Egy szerelem három éjszakája... Henker Frigyes (százados)
- Szirmai Albert – Bakonyi Károly – Gábor Andor: Mágnás Miska... Mixi gróf
- Alan Alexander Milne: Micimackó... Füles

## Rendezéseiből
- Bertolt Brecht: Baal (Szkéné Színház)
- CMMN SNS PRJCT (MU Színház)
- Szép Ernő: Tűzoltó / Kávécsarnok (Honvéd együttes)

## Koreográfiáiból
- Új Táncok/5. (MU Színház)
- Inspiráció – Kísérletezők estje (Trafó)
- Betakarítás (Budapest Tánciskola)
- Nyúzzatok meg (Trafó)
- Az ökör (Trafó)

## Filmes és televíziós szerepei
- Doktor Balaton (2021)
- A tanár (2020)
- Jóban Rosszban (2018)
- Vadkanvadászat (2018)
- HHhH – Himmler agyát Heydrichnek hívják (2017)
- A király halála (2016)
- A martfűi rém (2015)
- Hacktion: Újratöltve (2013)
- Munkaügyek (2013)
- Tűzvonalban (2008)
- Szeress most! (2003-2005)
- Kisváros (1995)